# 리얼 월드/로드 룰즈 챌린지: 배틀 오브 더 시즌스
리얼 월드/로드 룰즈 챌린지: 배틀 오브 더 시즌스(Real World/Road Rules Challenge: Battle of the Seasons)는 《리얼 월드/로드 룰즈 챌린지》의 5번째 시즌으로, 2002년 2월 28일부터 5월 27일까지 방영되었다.